# レスキューファイアー (曲)
「レスキューファイアー」は、JAM Projectの36枚目のシングル。2009年5月27日にLantisから発売された。

## 概要
前作「Space Roller Coaster GO GO!」から約2ヶ月でのリリース。表題曲「レスキューファイアー」は、テレビ愛知・テレビ東京系ドラマ『トミカヒーロー レスキューファイアー』の第1期オープニングテーマとして使用された。また、「レスキューファイアー」のオフヴォーカルVerは、COME ON! FM『アニメ関門文化学園』のオープニングテーマとして使用された。「GO!GO!レスキュー」に「SKILL」の歌詞を組み合わせた発展型とも言える。
カップリング曲「Three souls」は、同ドラマの挿入歌として使用された。ジャケットには、主役ヒーローのファイアー1、ファイアー2、ファイアー3の写真が使用されている。
2010年1月10日にNHK総合で放送された『MUSIC JAPAN 新世紀アニソンSP.2』、同年2月13日、3月8日に放送された『MUSIC JAPAN 新世紀アニソンSP.2 完全版』で本作が披露された。
JAM project関連のライブでは定番ソングでもあり、ほとんどのライブの盛り上げでは披露される事の多いナンバーとなっている。

## 批評
CDジャーナルは、「JAM Projectならではのコーラス・ワークが光るパワフルで爽快感あふれる仕上がりで、親しみやすいヒーロー・ソングとなっている。」と評した。

## 収録曲
1. レスキューファイアー [4:03]
作詞・作曲：影山ヒロノブ、編曲：鈴木マサキ
  - テレビ愛知・テレビ東京系ドラマ『トミカヒーロー レスキューファイアー』第1期オープニングテーマ
2. Three souls [4:24]
作詞・作曲：きただにひろし、編曲：R・O・N
  - テレビ愛知・テレビ東京系ドラマ『トミカヒーロー レスキューファイアー』挿入歌
3. レスキューファイアー（off vocal）
4. Three souls（off vocal）

## 収録作品

### CD
| 楽曲                 | 発売日         | タイトル                                              | 備考                             |
| -------------------- | -------------- | ----------------------------------------------------- | -------------------------------- |
| レスキューファイアー | 2009年9月9日   | Lantis 10th anniversary Best 090926                   | ランティス設立10周年記念アルバム |
| レスキューファイアー | 2009年11月25日 | SEVENTH EXPLOSION 〜JAM Project BEST COLLECTION VII〜 | 7thベストアルバム                |
| Three souls          | 2009年11月25日 | SEVENTH EXPLOSION 〜JAM Project BEST COLLECTION VII〜 | 7thベストアルバム                |

### DVD、Blu-ray Disc
| 発売日               | タイトル                                                | 備考                    |
| レスキューファイアー | レスキューファイアー                                    | レスキューファイアー    |
| -------------------- | ------------------------------------------------------- | ----------------------- |
| 2010年2月24日        | Animelo Summer Live 2009 RE:BRIDGE 8.22                 | ライブイベント映像。    |
| 2011年1月26日        | JAM Project LIVE 2010 MAXIMIZER 〜Decade of Evolution〜 | 7作目のライブ・ビデオ。 |